# 照井翠
照井 翠（てるい みどり、1962年（昭和37年）9月7日 - ）は、岩手県花巻市出身の俳人。同県釜石市市在住。岩手県内の高校で長く国語教師を務める。現在「寒雷」「草笛」同人、現代俳句協会会員。
東日本大震災では、岩手県立釜石高校で被災、1ヶ月間体育館と合宿所で生活した。

## 来歴
1990年、「寒雷」に入会し加藤楸邨に師事。同年「草笛」に入会。1993年「草笛」同人。1996年「草笛」新人賞、「寒雷」同人。2001年「草笛賞」優秀賞。2002年、第20回現代俳句新人賞。
2011年、岩手県釜石市で東日本大震災により被災。2013年、第5句集『龍宮』により第12回俳句四季大賞および第68回現代俳句協会賞特別賞を受賞。『龍宮』は震災に直面して以降の句を中心とした句集で、「双子なら同じ死顔桃の花」「寒昴たれも誰かのただひとり」などの句を収めている。朝日新聞の天声人語やNHKなどにも取り上げられ、高野ムツオの震災句集『萬の翅』とともに俳壇の内外で話題となる。蛇笏賞の候補にもなった。
2019年、エッセイ集『釜石の風』により第15回日本詩歌句筆評論大賞　随筆評論部門奨励賞を受賞。

## 句集
- 『針の峰』（1998年）
- 『水恋宮』（2001年、角川書店）
- 『翡翠楼』（2004年、本阿弥書店）
- 『雪浄土』（2008年、角川学芸出版）
- 『龍宮』（2013年、角川学芸出版）
- 『泥天使』（2021年、コールサック社）
- 文庫新装版『龍宮』（2021年、コールサック社）

## エッセイ集
- 『釜石の風』（2019年、コールサック社）